# BCR Open Romania 2009
BCR Open Romania 2009 — тенісний турнір, що проходив на ґрунтових кортах у місті Бухарест, Румунія з 21 вересня . Належав до категорії ATP World Tour 250, був турніром серії Romanian Open 2009 року.

## Фінальна частина

### Одиночний розряд
Альберт Монтаньєс —  Хуан Монако 7–6(7–2), 7–6(8–6)

### Парний розряд
Франтішек Чермак /  Міхал Мертиняк —  Юган Брунстрем /  Жан-Жульєн Роєр 6–2, 6–4